# 萩駅
萩駅（はぎえき）は、山口県萩市大字椿字濁渕にある、西日本旅客鉄道（JR西日本）山陰本線の駅である。

## 概要
「萩駅」を名乗っているが、萩市役所へは隣の東萩駅の方が近く、また以前この区間に運行されていた特急・急行列車も東萩駅に停車し、ごく一部の急行を除いて当駅は通過していた。JTB時刻表でも萩市の中心駅は当駅では無く東萩駅としている。
2017年6月17日に運行開始したTWILIGHT EXPRESS 瑞風（山陰コース（下り）1泊2日）において、当駅からでもコースルートとして乗車可能となっている。

## 歴史
- 1925年（大正14年）
  - 4月3日：国有鉄道美禰線（現・山陰本線）長門三隅駅 - 当駅間延伸時に終着駅として開設[1]。客貨取扱開始[1]。
  - 11月1日：美禰線当駅 - 東萩駅間延伸、途中駅となる。
- 1933年（昭和8年）2月24日：当駅を含む美禰線一部区間が山陰本線に編入、同線所属となる。
- 1977年（昭和52年）3月31日：貨物取扱廃止[1]。
- 1985年（昭和60年）3月14日：荷物扱い廃止[1]、無人駅化[3]。
- 1987年（昭和62年）4月1日：国鉄分割民営化に伴い、西日本旅客鉄道（JR西日本）の駅となる[1]。
- 1996年（平成8年）12月20日：駅舎が登録有形文化財に登録[4]。
- 2013年（平成25年）7月28日：豪雨災害に伴い線路が被災、一時当駅を含む益田駅 - 長門市駅間が運休（※当駅を含む奈古駅 - 長門市駅間については8月4日に運行再開）。
- 2016年（平成28年）10月14日：駅前に井上勝の銅像が建立、除幕式が行われる[5][6]。

## 駅構造
相対式ホーム2面2線を有する列車交換可能な地上駅。木造駅舎を備える。
駅舎は上りホーム側にあり、下りホームへは益田寄りの跨線橋で連絡している。長門鉄道部管理 の無人駅となっており、自動券売機等の設備はない。
現在駅舎半分西側は萩市自然と歴史の展示館（資料館）となっている。

### のりば
| ホーム | 路線      | 方向 | 行先             |
| ------ | --------- | ---- | ---------------- |
| 駅舎側 | ■山陰本線 | 上り | 東萩・益田方面   |
| 反対側 | ■山陰本線 | 下り | 長門市・下関方面 |

- ※案内上ののりば番号は設定されていない。

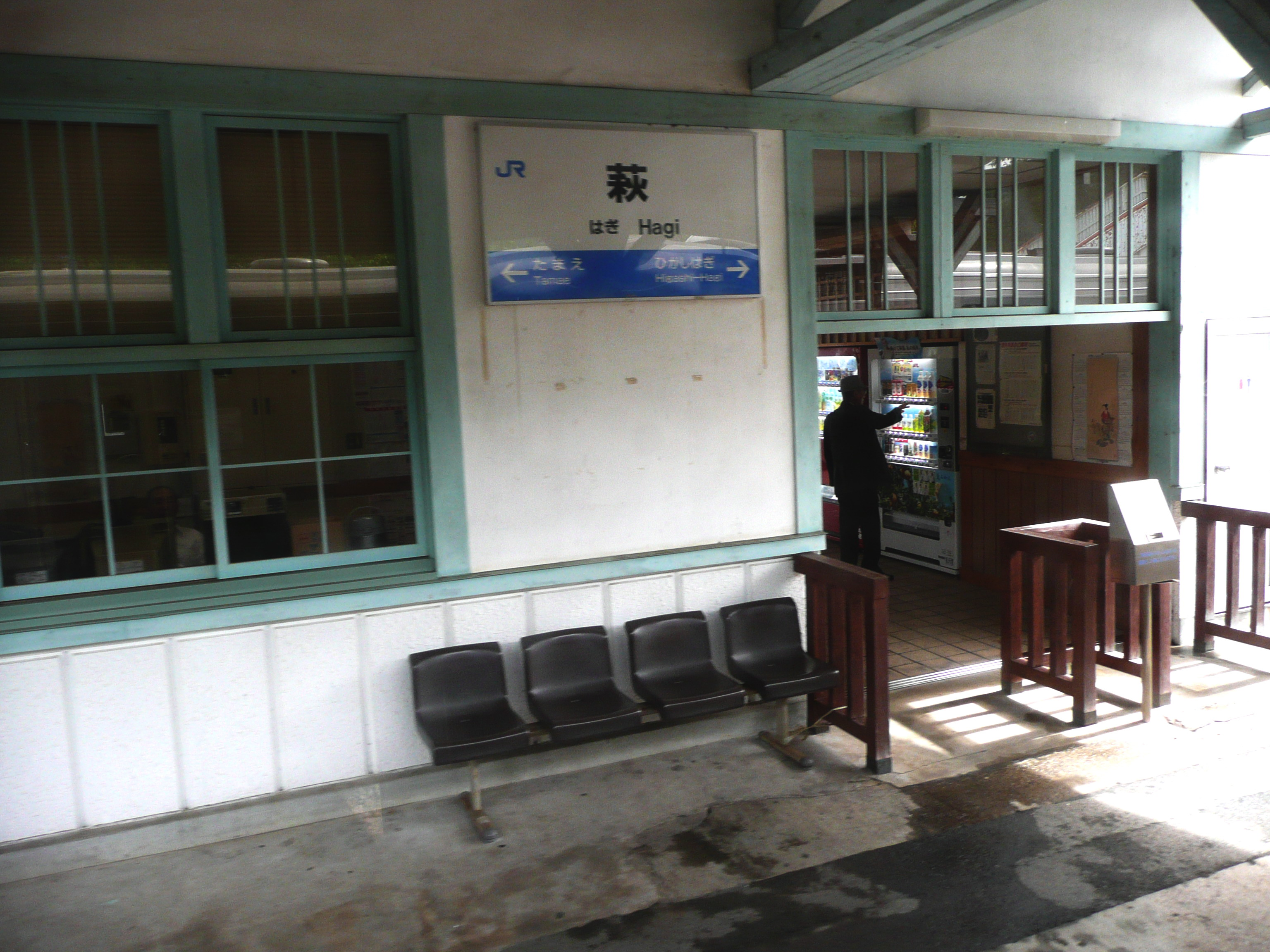
構内から望む改札口（2009年7月）
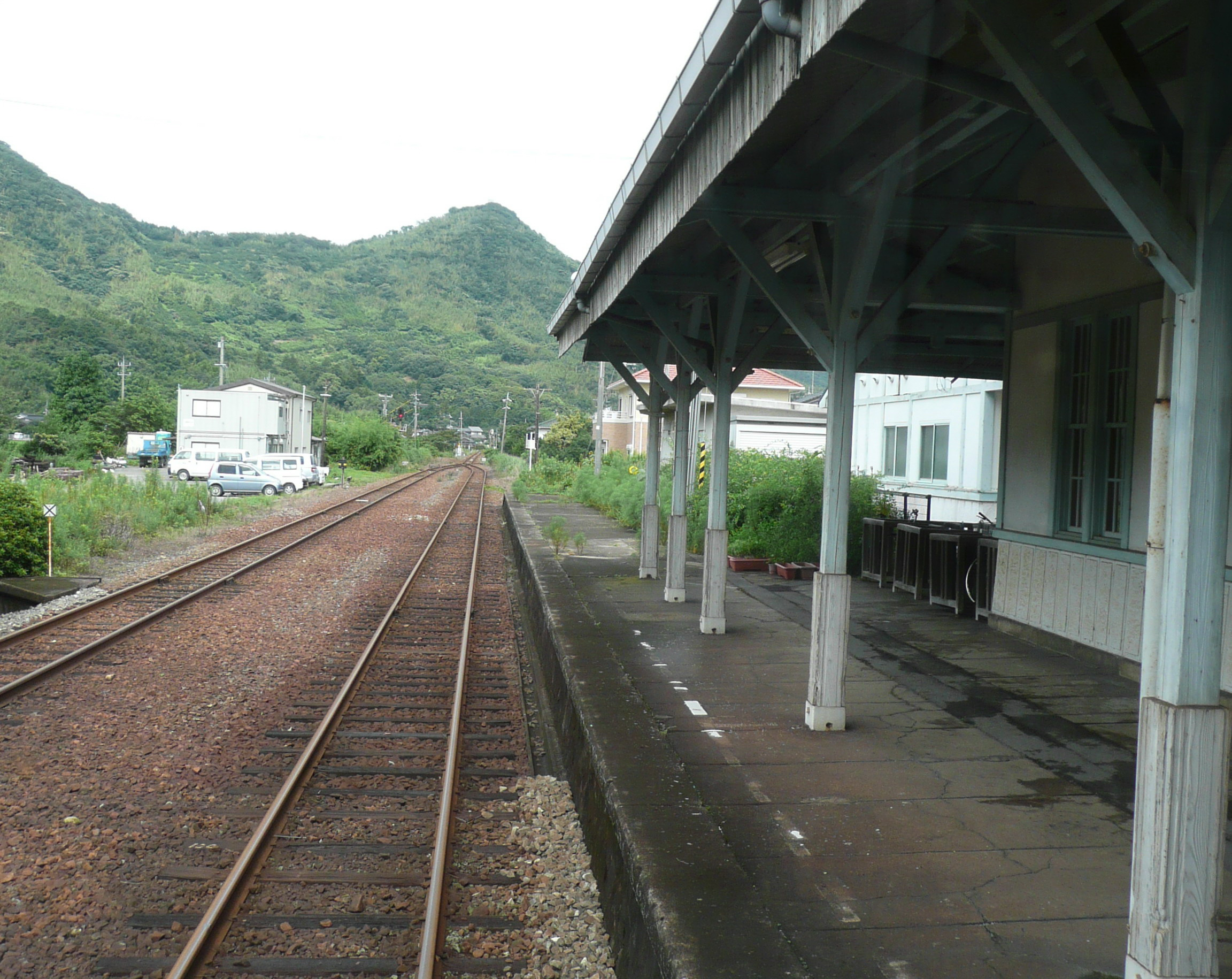
ホーム（長門市・下関方面、2009年7月）
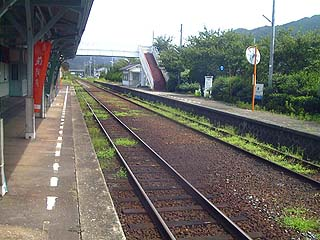
ホーム（東萩・益田方面）
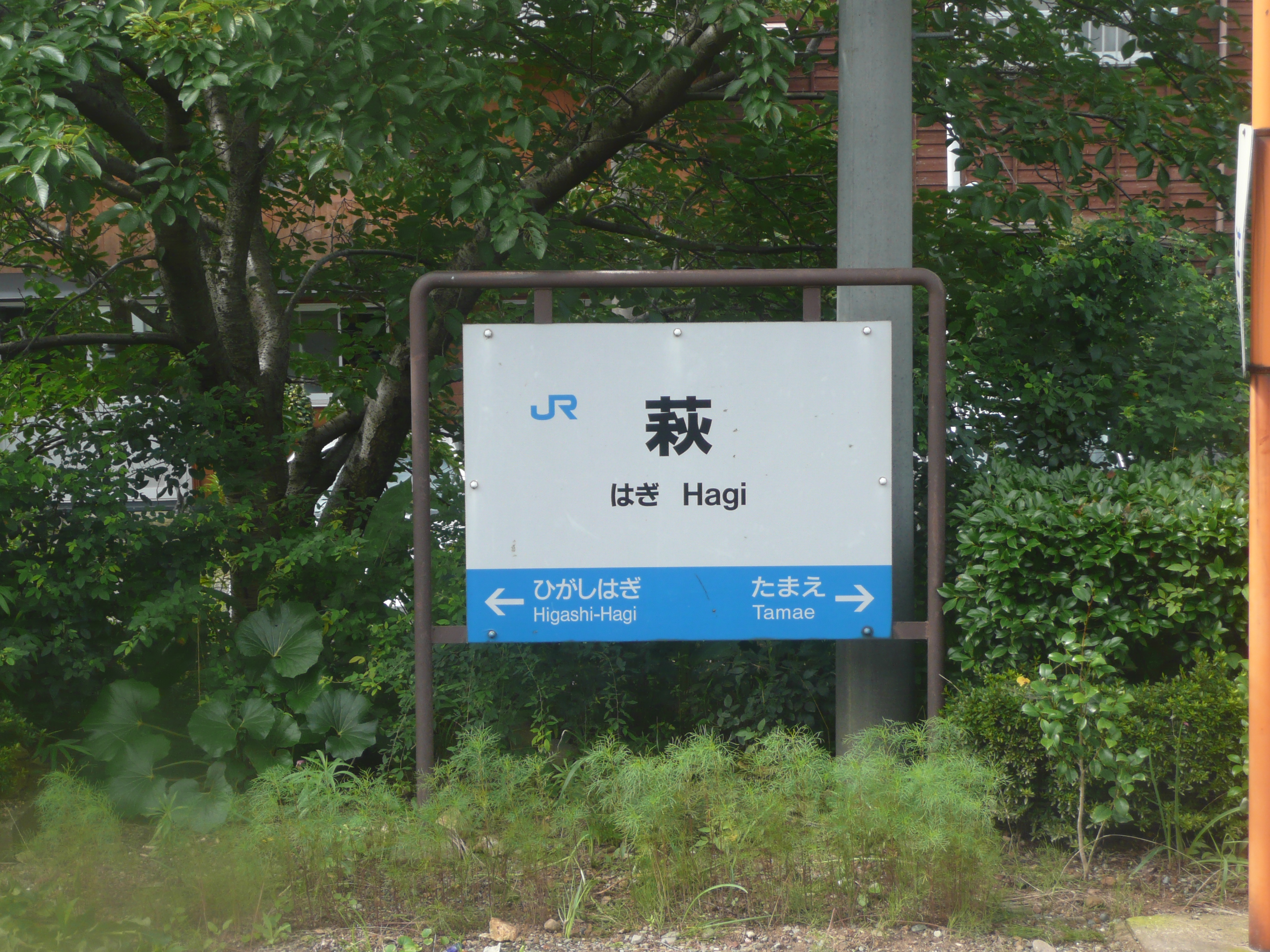
駅名標（2009年7月）

### 駅の様子
駅舎構内は2分割されている。東萩駅寄りの部分が現在の駅であり、自動販売機、待合用の椅子と時刻表が設置されているだけである。かつてはキヨスクも存在した。
一方、区切られた部分から西側は、｢萩市自然と歴史の展示館｣となっており、萩の自然や歴史を紹介する展示と、萩市出身で日本の「鉄道の父」と称される井上勝に関する資料等も展示してある。
展示物のなかには国鉄時代に使用されたものもあり、さながら鉄道博物館のようになっている。
12月下旬 - 1月上旬はイルミネーションが飾られている。

## 利用状況
近年の1日平均乗車人員の推移は以下の通り。
| 乗車人員推移 | 乗車人員推移 |
| 年度         | 1日平均人数  |
| ------------ | ------------ |
| 1999         | 99           |
| 2000         | 不明         |
| 2001         | 97           |
| 2002         | 95           |
| 2003         | 89           |
| 2004         | 86           |
| 2005         | 81           |
| 2006         | 64           |
| 2007         | 59           |
| 2008         | 59           |
| 2009         | 64           |
| 2010         | 62           |
| 2011         | 47           |
| 2012         | 40           |
| 2013         | 44           |
| 2014         | 43           |
| 2015         | 66           |
| 2016         | 61           |
| 2017         | 89           |
| 2018         | 50           |
| 2019         | 50           |
| 2020         | 37           |
| 2021         | 37           |
| 2022         | 21           |

## 駅周辺
萩市の中心市街地より南側に位置する。国道262号がすぐ近くを走る。同道の橋本橋を渡ると、市の中心部のある阿武川の三角州にはいる。

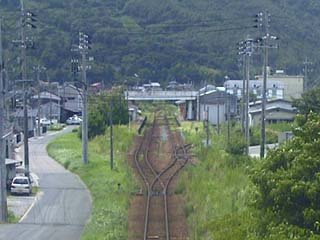
駅遠景（国道262号より）

- 大照院（萩藩主毛利家墓所）
- 涙松跡
- 萩市立萩市民体育館
- 萩市立椿西小学校
- 萩市民病院
- 金谷天満宮
- 国道262号
- 山口県道64号萩三隅線
- 山口県道293号萩長門峡線

### バス路線
- JRバス中国（防長線）
  - 佐々並・山口駅方面 / 湯田温泉方面
  - 東萩駅
- 防長交通（JRバスと違いバス停が駅舎から若干離れている）
  - 新山口駅
  - 東萩駅
- 萩循環まぁーるバス

## 隣の駅
西日本旅客鉄道（JR西日本）
■山陰本線
東萩駅 - 萩駅 - 玉江駅